# Charilaos Florakis
Charilaos Florakis (gr. Χαρίλαος Φλωράκης, ur. 1914, zm. 2005, Ateny) – grecki działacz komunistyczny. Dowódca dywizji Armii Demokratycznej Grecji podczas wojny domowej 1946–1949. W latach 1972–1991 na czele Komunistycznej Partii Grecji, laureat Międzynarodowej Leninowskiej Nagrody Pokoju.